# Historie, których nie było
Historie, których nie było – piąty album studyjny pop rockowego zespołu Łzy, wydany w 2005 roku. Na albumie pojawia się kilka nowości, m.in. brzmienia reggae oraz instrumenty dęte.

## Lista utworów
1. "Wróciłam" – 3:53
2. "W moim śnie" – 3:45
3. "Pierwsza łza" – 3:18
4. "Jak anioł" – 3:44
5. "Zamykasz drzwi i odchodzisz" – 2:51
6. "Sztuka stapiania" – 3:28
7. "Efekt motyla" – 2:51
8. "Przepraszam cię" – 4:10
9. "O wszystkim" – 3:40
10. "Póki śmierć nas nie rozłączy" – 4:16
11. "Ciszej, ciemniej" – 4:15
12. "Opiekun" – 3:07
13. "Wdowa – pajęczarka" – 3:58
14. "To nic, nie kochasz mnie" – 3:58

## Skład
- Anna Wyszkoni – śpiew
- Adam Konkol – gitara
- Rafał Trzaskalik – gitara
- Arkadiusz Dzierżawa – gitara basowa
- Dawid Krzykała – perkusja
- Adrian Wieczorek – instrumenty klawiszowe

## Sprzedaż
| Oficjalna Lista Sprzedaży OLiS |    |    |    |    |    |    |    |    |    |    |    |    |    |    |    |    |    |    |    |    |    |    |    |    |    |
| Tydzień                        | 01 | 02 | 03 | 04 | 05 | 06 | 07 | 08 | 09 | 10 | 11 | 12 | 13 | 14 | 15 | 16 | 17 | 18 | 19 | 20 | 21 | 22 | 23 | 24 | 25 |
| Pozycja                        | 26 | 11 | 13 | 17 | 13 | 14 | 13 | 17 | 16 | 17 | 17 | 16 | 19 | 23 | 24 | 30 | -  | -  | -  | -  | -  | -  | -  | -  | -  |